# Macedon Ranges Shire
Koordinaten: 37° 14′ S, 144° 27′ O

Das Macedon Ranges Shire ist ein lokales Verwaltungsgebiet (LGA) im australischen Bundesstaat Victoria. Das Gebiet ist 1748 km² groß und hat etwa 46.000 Einwohner.
Das Shire liegt im Zentrum Victorias und grenzt im Süden an die Hauptstadt Melbourne. Das Gebiet schließt folgende größere Ortschaften ein: Gisborne, Kyneton, Lancefield, Macedon, Malmsbury, Mount Macedon, Riddells Creek, New Gisborne, Romsey und Woodend. Der Sitz des City Councils befindet sich in Kyneton im Westen der LGA.
Das Gebiet rund um den 1013 m hohen Mount Macedon wurde bereits in den 1830er Jahren besiedelt. Vor allem Schafzüchter ließen sich hier nieder. Während der Goldgräberzeit war es Durchgangsgebiet zwischen der Hauptstadt Melbourne und den westlichen Goldfeldern um Bendigo und Castlemaine. Im 20. Jahrhundert schließlich zog es die Großstädter wegen des kühleren Höhenklimas in die vor Melbournes Haustür gelegene Region. Auch heute ist das Shire vor allem touristisch ausgerichtet.

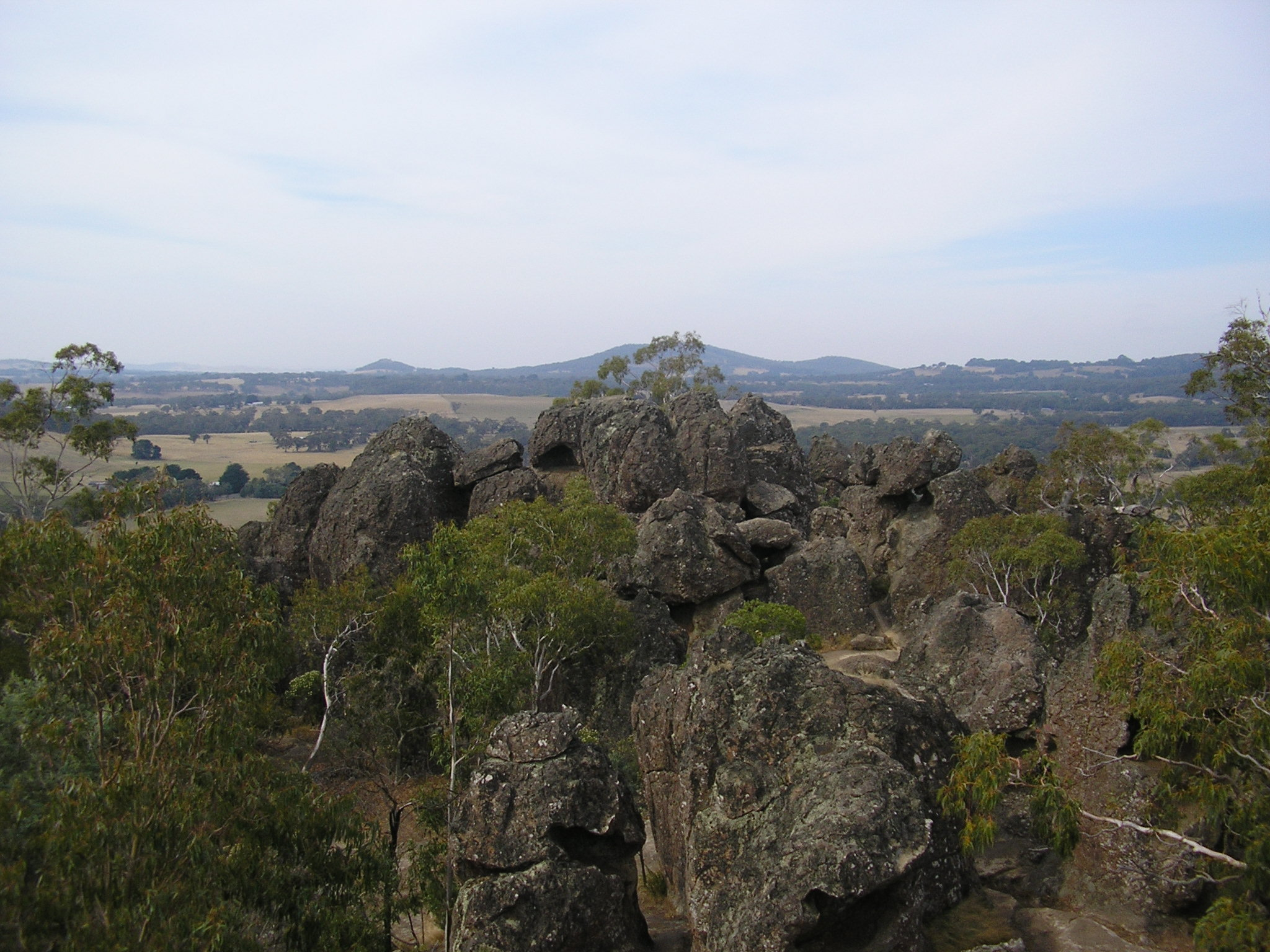
Hanging Rock

Der Camels Hump, einer der höchsten Gipfel der Macedon Ranges, ist ein beliebtes Ziel für Sportkletterer. Ein viel besuchtes Touristenziel ist auch der Hanging Rock bei Woodend, eine interessante Felsformation aus seltenem Vulkangestein mit Höhenwanderwegen.
In Lancefield im Osten des Shires befindet sich eine Markierung des geografischen Mittelpunkts des Bundesstaats Victoria.

## Verwaltung
Der Macedon Ranges Shire Council hat neun Mitglieder, die von den Bewohnern der drei Wards gewählt werden. Jeder dieser drei Bezirke – East, West und South – stellt drei Councillor. Aus dem Kreis der Councillor rekrutiert sich auch der Mayor (Bürgermeister) des Councils.